# Rue des Chapeliers
La rue des Chapeliers est une voie de Nantes, en France.

## Situation et accès
Située dans le centre-ville de Nantes la rue des Chapeliers, qui relie la rue des Petites-Écuries (à la rencontre de la rue de la Juiverie et de la rue de l'Emery) à la Place du Pilori, où elle rencontre la rue du Château, est pavée et fait partie d'un secteur piétonnier. Elle ne rencontre aucune autre voie.

## Origine du nom
L'origine du nom de cette rue est incertaine.

## Historique
Jusqu'au XIIIe siècle l'axe principal nord-sud de la cité liait le Port-Communeau, le long de l'Erdre au Port-Maillard, le long de la Loire. Il était composé des actuelles rues des Pénitentes, Saint-Jean, Saint-Vincent, de Briord, place du Pilori, rues des Chapeliers et des Petites-Écuries. À la fin du Moyen Âge, l'axe de communication se déplace vers l'ouest. Il est formé des actuelles rues Léon-Blum (anciennement « rue du Port-Communeau »), Saint-Léonard, des Carmes, place du Change et rue de la Paix, dans le prolongement de la ligne des ponts franchissant la Loire. Dès lors, la rue des Chapeliers fait partie d'un axe secondaire,.